# Nicole de Diesbach
Nicole Jeanne Marie Thérèse Hélène de Diesbach de Rochefort (Francia, 1930 – Mexicali, México, 26 de agosto de 2015), conocida como Nicole de Diesbach, fue una socióloga, educadora y religiosa católica de las Canonesas de San Agustín de la Congregación de Notre-Dame. Francesa de nacimiento y naturalizada mexicana, fue conocida por desarrollar un pensamiento pedagógico con enfoque humanista y transdisciplinario, además de participar en actividades académicas, religiosas y de formación comunitaria en la región fronteriza del norte de México, particularmente en contextos vinculados a mujeres y procesos educativos con perspectiva de género.

## Biografía
Nicole de Diesbach cursó estudios en Ciencias Religiosas en el Instituto Católico de París, obtuvo la licenciatura en Sociología en la Universidad Autónoma de Baja California (UABC), y posteriormente completó la maestría en Psicología Humanista y el doctorado en Psicología Transpersonal en la University for Humanistic Studies en San Diego, California. Su formación integró perspectivas filosóficas, sociales y espirituales, y se expresó a lo largo de su vida en un enfoque educativo integral, crítico de los modelos tecnocráticos y orientado a la transformación interior y colectiva del ser humano.
En la década de 1970 se trasladó a Mexicali, México, donde vivió el resto de su vida. Desde su vocación religiosa, combinó la vida espiritual con una intensa labor comunitaria durante más de 16 años en zonas rurales del norte del país, desarrollando programas sociales, educativos y pastorales en diálogo con corrientes de teología feminista y educación popular.

## Trayectoria Académica
A partir de los años ochenta, se incorporó al Instituto de Investigaciones Sociales de la UABC, donde trabajó como profesora investigadora. En ese periodo consolidó su influencia como pensadora crítica del paradigma educativo tradicional, y fue promotora de enfoques que integraban ciencia, arte, espiritualidad y conciencia social. Fundó y coordinó el Congreso Internacional Nuevos Paradigmas de la Ciencia en la Educación, que reunió a académicos de América y Europa interesados en la transformación de los modelos educativos, el pensamiento transpersonal y la pedagogía holística.
Su propuesta educativa se centraba en el desarrollo del potencial humano, el uso equilibrado de los hemisferios cerebrales y la experiencia interior como base del aprendizaje. Rechazaba el énfasis exclusivo en la racionalidad, la memorización y la dependencia de la tecnología, y abogaba por una pedagogía del ser, en sintonía con autores como Teilhard de Chardin y visiones ancestrales como la cosmovisión maya. En sus palabras: 

Si, según Illich, la escuela, la famosa vaca sagrada, está muerta [...] la educación sin embargo, no habrá de morir nunca, como tampoco nuestra libertad, nuestra facultad de invención, nuestra habilidad creativa, nuestra fuerza para desplazar lo monolítico.

Desde esta perspectiva, Diesbach sostenía una visión crítica sobre la rigidez del sistema educativo frente a los cambios de la conciencia y el entorno social:

La humanidad evoluciona, pero la educación queda fija. Los libros pueden ser nuevos, pero la forma y el contenido de la educación se han petrificado; la ciencia progresa, pero el conocimiento se queda atrás; el niño y el joven evolucionan, pero el profesor queda atado a su forma de enseñar [...] la evolución es dar un paso en la conciencia. No basta ver, sino atreverse, es un ver en movimiento, es ir más allá de la constatación, es quitar los obstáculos y dejar fluir la vida que nos anima.

Su obra y pensamiento tuvieron eco en redes educativas y espirituales en México, Francia, Argentina y Chile. También fue una figura activa en los inicios del feminismo en la región fronteriza. Su trabajo comunitario con mujeres fue paralelo al surgimiento de organizaciones de inspiración marxista y católica progresista. Desde su identidad religiosa, generó espacios de formación crítica para mujeres, jóvenes y estudiantes, promoviendo el diálogo entre espiritualidad, género y justicia social.

### Obra publicada
Además de sus artículos académicos, Nicole de Diesbach escribió y publicó ensayos en francés y español que abordan la educación, la espiritualidad, la frontera y el cambio de paradigma en la ciencia. Algunas de sus obras reconocidas son:
- Frontera: ¿muro divisorio o tejido de relaciones? [10]
- Los retos de la educación en el amanecer del nuevo milenio[11]
- Éducation: transmission d’un savoir ou découverte d’un potentiel? (Éditions L’Harmattan, Francia)[7]
- La crise mondiale a-t-elle un sens?
- Frontera ¿qué nos separa?
- Si soy mexicano y vivo en la frontera de Baja California
- Nuevo Paradigma: revolución del pensamiento del siglo XXI
- Psicología para el Nuevo Milenio

## Reconocimientos
En 2012 fue reconocida como una de las mexicalenses que hacen historia por el Ayuntamiento de Mexicali. También fue mencionada por la escritora Elena Poniatowska en la novela La herida de Paulina como una figura intelectual relevante para comprender el contexto cultural y político de la frontera norte.
Falleció el 26 de agosto de 2015 en Mexicali, a los 86 años. Su muerte fue anunciada en el diario francés Le Figaro, donde se destacó su labor como Canonesa de San Agustín con 64 años de vida religiosa. Su misa conmemorativa fue celebrada en la abadía de Bois, París, acompañada por su familia, perteneciente a la nobleza suiza-francesa, y por integrantes de su congregación.